# Beauvoir-de-Marc
Beauvoir-de-Marc es una comuna francesa situada en el departamento de Isère, en la región de Auvernia-Ródano-Alpes.

## Demografía
| 470 | 448 | 469 | 706 | 803 | 954 | 1114 |
| Para los censos de 1962 a 1999 la población legal corresponde a la población sin duplicidades (Fuente: INSEE [Consultar]) |     |     |     |     |     |      |